# Nauján
Nauján es un municipio filipino de tercera categoría perteneciente a la provincia isleña de Mindoro Oriental en Tagalas Sudoccidentales. Con una extensión superficial de 503,10  km²,  tiene una población de 94.497 personas que habitan en 20,121 hogares. Su alcalde es  María Ángeles Caranzo-Casubuán. Para las elecciones a la Cámara de Representantes está encuadrado en el Primer Distrito Electoral de esta provincia.

## Geografía
El municipio de Nauján se encuentra situado en la parte nororiental de la isla de Mindoro. Su término linda al norte con  la ciudad de Calapán; al sur el lago  Nauján y con los municipios de Victoria, de Pola y de Sablayán; al este con los municipios de Baco y Nauján; y al oeste con el paso de Isla Verde.
Son ribereños del lago, declarado Parque nacional, los barrios de Bayani, Laguna, Montelago y Dao.

## Barrios
El municipio  de Nauján se divide, a los efectos administrativos, en 70 barangayes o barrios, conforme a la siguiente relación:
| - Adrialuna - Antipolo - Apitong - Arangin - Aurora - Bacungán - Bagong Buhay - Bancuro - Barcenaga - Bayani | - Buhangin - Concepción - Dao - Del Pilar - Estrella - Evangelista - Gamao - General Esco - Herrera - Inaraguán | - Kalinisán - Laguna - Mabini - Andrés Ylagán - Mahabang Parang - Malaya - Malinao - Malvar - Masagana - Masaguing | - Melgar A - Melgar B - Metolza - Montelago - Montemayor - Motoderazo - Mulaguín - Nag-Iba I - Nag-Iba II - Pagkakaisa | - Paniquián - Pinagsabangán I - Pinagsabangán II - Pinahan - Población I - Población II - Población III - Sampaguita - San Agustín I - San Agustín II | - San Andrés - San Antonio - San Carlos - San Isidro - San José - San Luis - San Nicolás - San Pedro - Santa Isabel - Santa María | - Santiago - Santo Niño - Tagumpay - Tigkan - Santa Cruz - Balite - Banutón - Caburo - Magtibay - Paitan |  |

## Historia
En 1850 formaban la provincia de Mindoro y contaba con una población de 3.191  almas. El 13 de junio de 1950, la provincia de Mindoro se divide en dos porciones: Oriental y  Occidental. La   provincia Oriental comprendía los siguientes once municipios:  Baco, Bongabón, Bulalacao, Calapan, Mansalay, Naujan, Pinamalayan, Pola, Puerto Galera, Roxas, y San Teodoro.

## Patrimonio
Iglesia parroquial católica bajo la advocación de San Nicolás de Tolentino, consagrada en 1937. Forma parte del Vicariato del Buen Pastor en  la Vicaría Apostólica de Calapán sufragánea  de la Arquidiócesis de Lipá.
Misiones entre los manguianes,  Tribu Alangán en el barrio de Paitan.